# Casa Arnau (Escunhau)
Casa Arnau és una casa d'Escunhau, al municipi de Vielha e Mijaran (Vall d'Aran) inclosa a l'Inventari del Patrimoni Arquitectònic de Catalunya.

## Descripció
Casa de tipologia tradicional aranesa, amb façana orientada a migdia, arrebossada, excepte la porta que es troba allindada i és de tipus renaixentista amb motllures, impostes i guardapols. A la llinda hi ha gravada la següent inscripció: ANY [un cor] 1803// LLORENS. VIDAL. DEPRICOT.

## Història
S'incendià fa uns anys enrere.